# 北東連邦大学

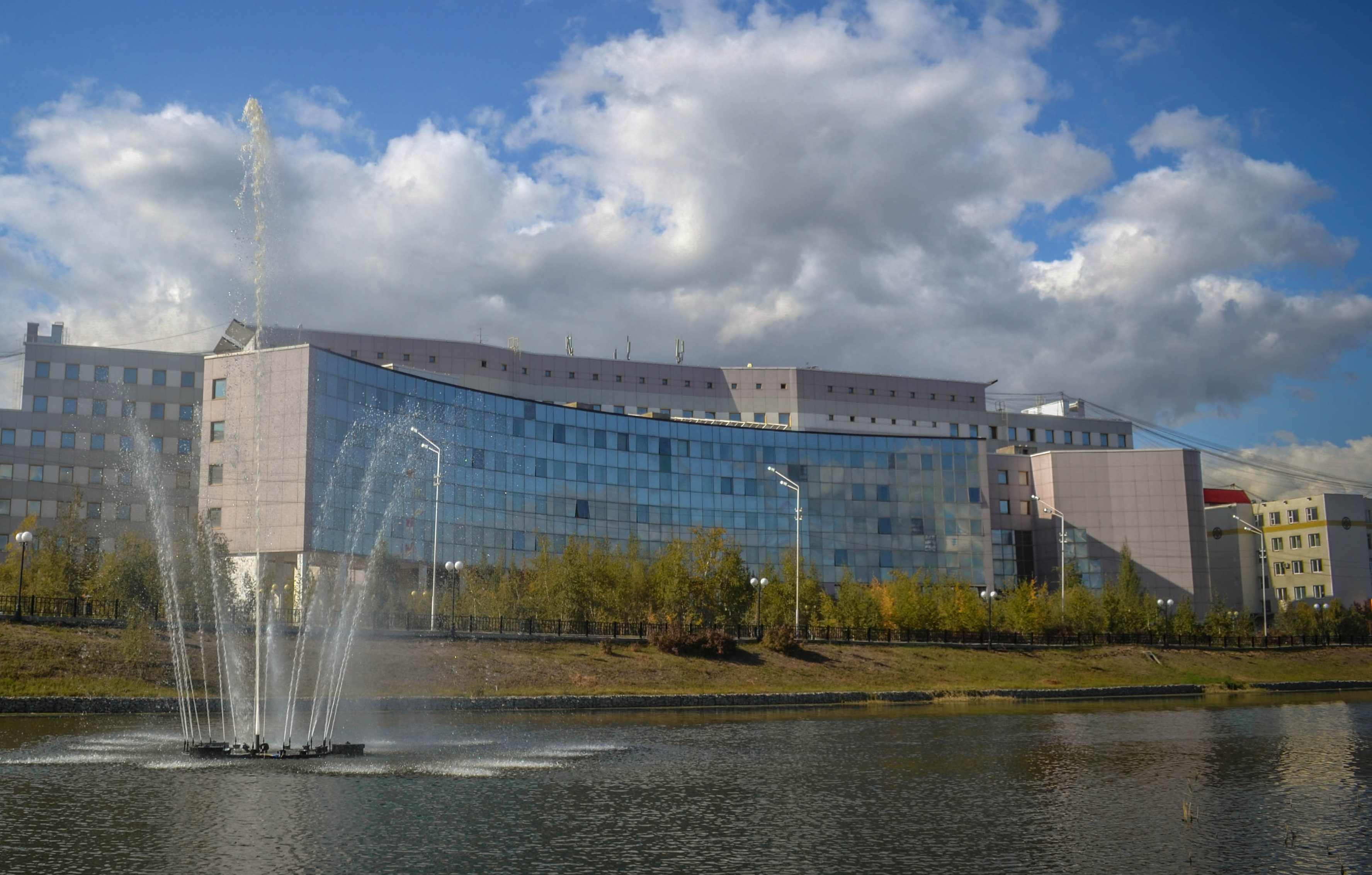
北東連邦大学自然科学部の主要建物

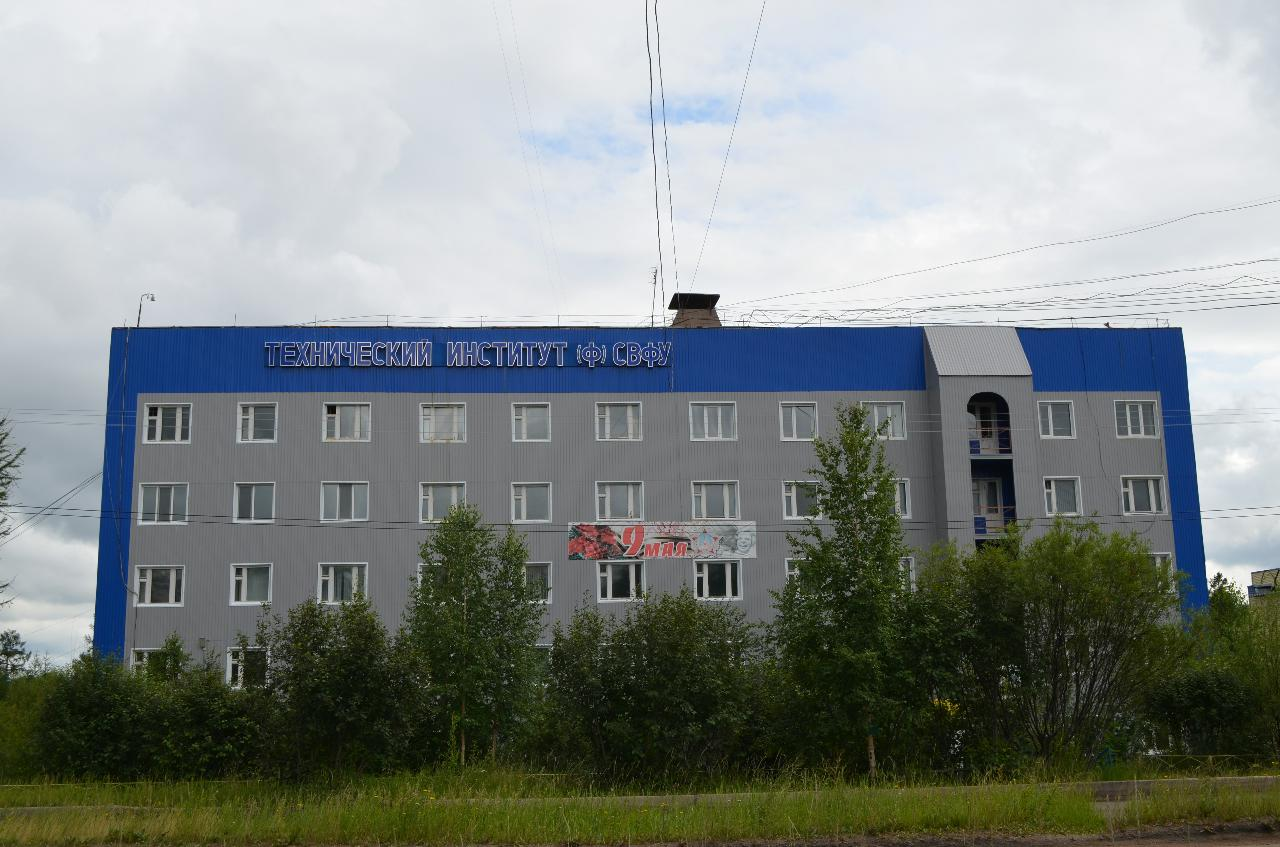
ネリュングリ分校にて

北東連邦大学（ほくとうれんぽうだいかく、ロシア語: Северо-Восточный федеральный университет、サハ語: М. К. Аммуоhап аатынан Хотугулуу-Илиҥҥи федеральнай университет、略称：ロシア語: СВФУエスヴェエフウー）は、ロシア連邦極東連邦管区サハ共和国ヤクーツクにある連邦大学である。ヤクーツクの本校以外に、ミールヌイ、ネリュングリ、アナディリに分校がある。

## 概要

### ヤクーツク国立大学
北西連邦大学の基はヤクーツク国立大学で、その創立は1956年に遡る。半世紀以上経った2010年時点で、学生数10,000人、教師陣は800名で、4研究所（医学、金融、経済、教育）および10学部（数学、物理、文献学、法律・歴史、金融、外国語、地質・調査、技術、工学）になっていた。

### 北東連邦大学
2010年にヤクーツク国立大学は連邦大学となり、北東連邦大学が成立した。現在、この大学の特徴は、
- 学生数は16,000人を超えていて、500人以上の学生が大学院に在籍している。
- 大学では1,600名の教員が働いていて、200名の博士号取得者のうち、800名は科学関係の学位取得者である。
- 15の研究所、9の学部、3つの大学の支部（ミールヌイ、ネリュングリ、チュクチ自治管区アナディリ）、5つの主要な研究所がある。
- 学生は119のコースから選択できる。
- 大学は、主にキャンパス内にある9つの建物と12の寮を持っている。
- 図書館には、1,500,000冊の書籍、定期刊行物、およびその他が保管されている。
- 大学には、地質学フィールドステーション、考古学民族学博物館、植物園、果樹温室があり、スタッフと学生の研究と研究に開放されている。
- スタジアム、スイミングプール、ソーシャルセンターもある。
- 学生とスタッフは、すべての大学の建物と寮のイーサネットとWiFiに無料でアクセスできる。

## 参照項目
- 極東連邦大学